# شارلوت آمالی
شارلوت آمالی (به انگلیسی: Charlotte Amalie) پایتخت و بزرگ‌ترین شهرستان جزایر ویرجین ایالات متحده (متعلق به ایالات متحده آمریکا) است.
جمعیت شهر شارلوت آمالی در سال ۲۰۰۰ میلادی ۱۹٬۰۰۰ نفر بوده‌است.

## منابع

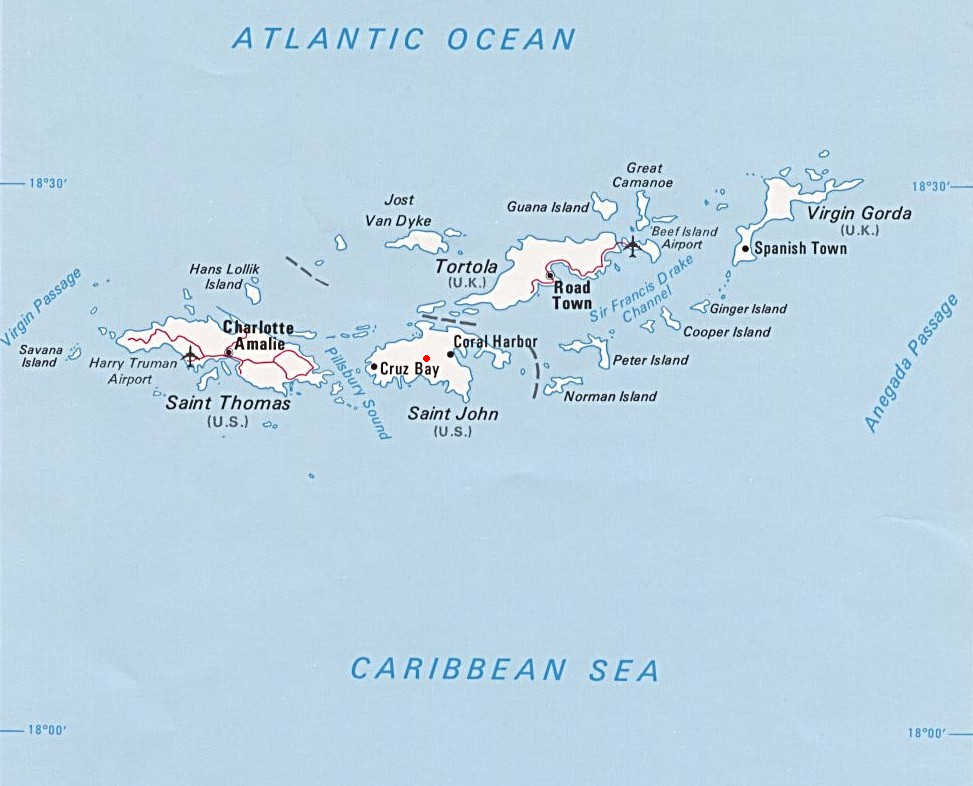